# Фуді родригійський
Фу́ді родригійський (Foudia flavicans) — вид горобцеподібних птахів ткачикових (Ploceidae). Ендемік Республіки Маврикій.

## Опис
Довжина птаха становить 12-13 см. У самців під час сезону розмноження голова, горло, груди і надхвістя золотисто-жовті, обличчя оранжеве, на обличчі чорна "маска". Решта нижньої частини тіла охристо-біла, спина, крила і хвіст зеленувато-коричневі. Дзьоб чорний. Самці під час негніздового періоду мають тьмяніше забарвлення, обличчя у них жовте. Самиці мають переважно оливково-коричневе забарвлення. Забарвлення молодих птахів подібне до забарвлення самиць, однак горло у них має жовтуватий відтінок, дзьоб блідий, роговий.

## Поширення і екологія
Родригійські фуді є ендеміками острова Родригес в архіпелазі Маскаренських островів. Вони живуть в тропічних лісах, зокрема в лісах інтродукованих араукарій Araucaria cunninghamii, а також в чагарникових заростях. Живляться комахами, павуками, нектаром, насінням і плодами. Родригійські фуді є моногамними птахами, розмножуються протягом всього року. Гніздо овальної форми з бічним входом, розміщується на дереві, на висоті від 1,5 до 4,5 м над землею. В кладці 3 блакитнуватих яйця розміром 18,3х13,6 мм. Інкубаційний період триває 13-16 днів, насиджує лише самиця. Пташенята покидають гніздо через 14 днів після вилуплення, за ними доглядають і самиці, і самці.

## Збереження
МСОП класифікує стан збереження цього виду як близький до загрозливого. У 1968 році популяція цього виду становила лише 6-8 пар птахів, однак зусилля з відновлення природного середовища призвели до збільшення популяції, яка наразі становить від 4000 до 8000 птахів. Родригійським фуді загрожує конкуренція з інтродукованими червоними фуді, а також знищення природного середовища.